# Cañar (langue)
Pour les articles homonymes, voir Cañar (homonymie).
Le cañar est une langue amérindienne isolée parlée en Équateur, à l'époque de la colonisation espagnole.

## Extension géographique
La langue était parlée dans les provinces de Cañar, de Azuay et dans la région d'Alausí, dans le Sud de la province de Chimborazo.

## Histoire de la langue
La langue est éteinte depuis longtemps. Les Cañaris sont aujourd'hui quechuanisés.
Le pays cañar a été conquis par l'inca Tupac Yupanqui. Les Incas déplacèrent de nombreux habitants vers d'autres régions pour former des colonies de peuplement. Ces colonies propres à l'empire inca s'appelaient les mitimaes. L'empire utilisait les troupes cañaris à des fins de police, une pratique poursuivie par le conquérant espagnol.
La langue nous est connue par un ouvrage de description géographique, les « Relaciones geografícas de Indias » écrit par un espagnol, Jiménez de la Espada. L'auteur donne des toponymes et des noms de famille qu'il traduit, par exemple, Pueçar, balai, Guapdondelic, large plaine ressemblant au paradis, Peleusi ou Pueleusi, champ jaune.

## Classification
Le cañar  est considéré comme un isolat linguistique, ou plus exactement comme une langue non classée. Il est cependant souvent relié au puruhá.